# فيلي ماي فورد سميث
فيلي ماي فورد سميث (بالإنجليزية: Willie Mae Ford Smith)‏ هي مغنية أمريكية، ولدت في 23 يونيو 1904 في رولينغ فورك في الولايات المتحدة، وتوفيت في 2 فبراير 1994 في سانت لويس في الولايات المتحدة.

## وصلات خارجية
- فيلي ماي فورد سميث على موقع IMDb (الإنجليزية)
- فيلي ماي فورد سميث على موقع ميوزك برينز (الإنجليزية)
- فيلي ماي فورد سميث على موقع أول ميوزيك (الإنجليزية)
- فيلي ماي فورد سميث على موقع ديسكوغز (الإنجليزية)
- فيلي ماي فورد سميث على موقع قاعدة بيانات الفيلم (الإنجليزية)